# Nectogalini
A Nectogalini az emlősök (Mammalia) osztályának Eulipotyphla rendjébe, ezen belül a cickányfélék (Soricidae) családjába és a vörösfogú cickányok (Soricinae) alcsaládjába tartozó nemzetség.

## Rendszerezés
A nemzetségbe az alábbi 6 élő nem, 1 kihalt nem és 11 fosszilis nem tartozik:
- †Allopachyura Kormos, 1934
- †Amblycoptus Kormos, 1926
- †Anourosoricodon Topachevsky, 1966
- †Asoriculus Bate, 1945 – korábban Nesiotites
- †Beckiasorex Dalquest, 1972
- †Beremendia Kormos, 1930
- sörtéscickányok (Chimarrogale) Anderson, 1877
- Chodsigoa Kastchenko, 1907
- †Crusafontina Gibert, 1976
- Episoriculus Ellerman & Morrison-Scott, 1966
- †Hesperosorex Hibbard, 1957
- †Macroneomys Fejfar, 1966
- Nectogale H. Milne-Edwards, 1870
- †Nectogalinia Gureev, 1979
- Neomys Kaup, 1829
- †Neomysorex Kowalski, 1956
- †Paranourosorex Rzebik-Kowalska, 1975
- Soriculus (Gray, 1842)